# 荨麻叶母草
荨麻叶母草（学名：Lindernia urticifolia）为玄参科母草属下的一个种。

## 扩展阅读
- 維基物種上的相關：荨麻叶母草